# Grün-Gold-Club Bremen
Der Grün-Gold-Club e. V. Bremen ist ein Tanzsportverein in Bremen. Der Club wurde 1932 gegründet. Das Clubheim befindet sich seit 2019 im Bremer Ortsteil Hastedt und verfügt dort gemeinsam mit der Tanzschule Tanzarena über mehrere Tanzsäle. Darüber hinaus verfügt der Verein, der rund 500 Mitglieder hat, auch über die Möglichkeit, Räumlichkeiten in der Bremer Innenstadt zu nutzen.
Der Verein, dessen Schwerpunkt heute auf dem Formationstanzen Latein liegt, verfügt auch über Einzelpaare Standard und Latein, die auf Turniersportebene starten, sowie über eine Sparte für Jazz- und Modern Dance. 2012 wurde eine Standardformation neu gegründet. Der Tanzsportverein verfügt auch über eine Breitensportabteilung mit entsprechenden Tanzkreisen für Standard und Latein.

## Geschichte
Der Verein wurde 1932 gegründet. Am 29. November 1932 erfolgte die Eintragung ins Vereinsregister, zunächst als Tanz Club Grün-Gold. Der Tanzclub befand sich anfangs in der Tanzschule von Gertrud Ehlers in der Bremer Innenstadt.
Nach dem Zweiten Weltkrieg wurde der Verein am 5. Februar 1948 in Grün-Gold-Club e. V. Bremen umbenannt. Nach mehreren Ortswechseln bezog der Grün-Gold-Club Bremen am 2. Juni 1962 ein Clubheim in Oberneuland. 2019 wurden der Standort in Oberneuland aufgegeben und Räumlichkeiten in Hastedt bezogen.
1964 gründete der Grün-Gold-Club Bremen zusammen mit dem TTK Grün-Weiß Vegesack den Landestanzsportverband Bremen.
Am 9. Januar 2002 schlossen sich der Grün-Gold-Club Bremen und der TSC Schwarz-Silber Bremen zusammen. Der Name des Grün-Gold-Clubs blieb dabei erhalten. Vom Zusammenschluss konnten beide Partner profitieren: Zwei Lateinformationen des TSC Schwarz-Silber starteten in der 2. Bundesliga, die Einzelpaare des Clubs tanzten erfolgreich auf den Landesmeisterschaften. Der Grün-Gold-Club wiederum führte bereits seit mehreren Jahrzehnten immer wieder Großveranstaltungen durch und arbeitete dadurch eng mit Sponsoren zusammen. Dies erlaubte insbesondere für die Formationen des TSC Schwarz-Silber eine langfristige sportliche Planung, während für den Grün-Gold-Club Bremen auch der Nachwuchs des TSC Schwarz-Silber, den dieser durch die zentrale Lage und die Zusammenarbeit mit der Tanzschule Stölting leichter rekrutieren konnte, interessant war.
Mit dem Zusammenschluss der beiden Tanzclubs bekam das Formationstanzen beim Grün-Gold-Club einen höheren Stellenwert. Das Hauptaugenmerk des TSC Schwarz-Silber Bremen, der am 11. November 1975 gegründet wurde und aus dem Tanzclub Schwarz-Silber der Tanzschule Klug hervorging, lag auf dem Formationstanz.
Heute arbeitet der Grün-Gold-Club Bremen eng mit der Tanzarena, einer Tanzschule in der Bremer Innenstadt, zusammen. Die Tanzschule läuft unter der Leitung von Roberto Albanese, Uta Albanese und Ute Logemann. Sie fördert den Nachwuchs für den Verein.

## Turniere
Seit Mitte der 1960er-Jahre ist der Grün-Gold-Club Bremen Ausrichter bedeutender Tanzsportturniere, darunter
- 1965 Europameisterschaft Standard
- 1978 Europameisterschaft Latein
- 1984 Weltmeisterschaft der Formationen
- 1986 Weltmeisterschaft der Formationen
- 1991 Weltmeisterschaft Standard
- 1992 Deutsche Meisterschaft über 10 Tänze
- 1997 IDSF-Weltranglistenturnier der Amateure Latein
- 1998 IDSF-Weltranglistenturnier der Amateure Latein
- 1999 IDSF-Weltranglistenturnier Latein
- 2000 IDSF-Weltranglistenturnier Latein
- 2003 Deutsche Meisterschaft S-Latein
- 2004 Deutsche Meisterschaft der Senioren I S
- 2018 Deutsche Meisterschaft S-Latein
- Dance Sport Festival: 2019, 2022, 2023, 2024
- Deutsche Meisterschaft der Formationen: 1988, 1990, 1997, 2002, 2005, 2008, 2011, 2015, 2017, 2022
- Europameisterschaft der Formationen Latein: 2004, 2005, 2007, 2010
- Weltmeisterschaft der Formationen Latein: 2006, 2009, 2012, 2013, 2014, 2016, 2019, 2021

## Erfolge der Einzelpaare
- 1950er-Jahre

In den 1950er-Jahren gewannen Detlef Hegemann und Ursula Kämmerer insgesamt sechsmal in Folge die Deutsche Meisterschaft im Standardtanzen (1952–1957), nachdem sie 1950 und 1951 jeweils Zweite der Deutschen Meisterschaft Standard waren. 1954 und 1955 gewann das Paar außerdem die Europameisterschaften im Standardtanzen.
1955 wurden Alf und Thea Pflüger Dritte der Deutschen Meisterschaft Standard, 1959 errangen Günter und Anneliese Meinen den zweiten Platz der Deutschen Meisterschaft Standard, Hubert Wiesner und Martha Peters wurden Dritte der Deutschen Meisterschaft Latein.
1960 wurden Günter und Anneliese Meinen Zweite der Deutschen Meisterschaft Standard.
- 1960er-Jahre

Werner und Renate Renz erreichten 1963 bis 1965 jeweils den vierten Platz der Deutschen Meisterschaft Standard. 1964 errangen sie darüber hinaus auch den vierten Platz der Deutschen Meisterschaft Latein und den dritten Platz der Deutschen Meisterschaft über 10 Tänze. 1965 belegten sie den zweiten Platz der Deutschen Meisterschaft Latein. 1966 gewannen Werner und Renate Renz die Deutsche Meisterschaft über 10 Tänze und wurden Zweite der Deutschen Meisterschaft Standard sowie Dritte der Deutschen Meisterschaft Latein. 1967 wurden sie Zweite der Deutschen Meisterschaft Latein.
- 1970er-Jahre

1972 wurden Peter und Frauke Forstmann Zweite der Deutschen Meisterschaft der Senioren Standard. 1973 gewannen sie die Deutsche Meisterschaft der Senioren Standard, Adolf und Elisabeth Dippel belegten den dritten Platz. 1974 und 1975 wurden Peter und Frauke Forstmann jeweils Zweite der Deutschen Meisterschaft der Senioren.
1976 wurden William und Edda Hsu Dritte der Deutschen Meisterschaft über 10 Tänze und erreichten den vierten Platz der Deutschen Meisterschaft Latein.
1977 und 1978 wurden Peter und Frauke Forstmann Fünfte der Deutschen Meisterschaft der Senioren Standard und 1978 Norbert und Anita Willems Vierte der Deutschen Meisterschaft der Senioren Standard.
1979 wurden Peter und Frauke Forstmann Vierte und 1980 Dritte der Deutschen Meisterschaft der Senioren Standard. Norbert und Anita Willems wurden 1980 Vierte bei den Deutschen Meisterschaft der Senioren Standard.
- 1980er-Jahre

Norbert und Anita Willems erreichten 1982 den dritten Platz, 1983 den vierten Platz, 1984 den fünften Platz und 1985 den sechsten Platz der Deutschen Meisterschaft der Senioren Standard.
1989 belegten Dirk Rosenbrock und Claudia Jarré den vierten Platz der Deutschen Meisterschaft über 10 Tänze.
- 1990er-Jahre

1991 Sebastian Seufert-Lins und Eva Wartjes wurden 1991 Dritte der Deutschen Meisterschaft Junioren Latein. 1994 erreichten sie den zweiten Platz, 1995 gewannen sie die Deutschen Meisterschaften Junioren Latein.
Vierter Platz für Dirk Rosenbrock und Claudia Jarré bei der Deutschen Meisterschaft  S-Kombination
Dirk und Sabine Rosenbrock erreichten 1997 den vierten Platz der Deutschen Meisterschaft Senioren I S-Standard. 1998 werden sie Siebte, 2000 Fünfte der Deutschen Meisterschaft Senioren I S-Standard.
Wilhelm und Gerda Dietz gewannen im Jahre 2000 den Deutschland-Pokal Senioren II S-Standard und den Deutschland-Pokal Senioren III S-Standard
- 2000er-Jahre

2001 errangen Dirk und Sabine Rosenbrock den dritten Platz der Deutschen Meisterschaft Senioren I S-Standard, Wilhelm und Gerda Dietz wurden Zweite des Deutschland-Pokal Senioren II S-Standard und gewannen erneut den Deutschland-Pokal Senioren III S-Standard.
2002 wurden Dirk und Sabine Rosenbrock Vierte der Deutschen Meisterschaft Senioren I S-Standard, Wilhelm und Gerda Dietz wurden Dritte des Deutschland-Pokal Senioren II S-Standard und gewannen wieder den Deutschland-Pokal Senioren III S-Standard.
2003 wurden Dirk und Sabine Rosenbrock Vierte der Deutschen Meisterschaft Senioren I S-Standard, Wilhelm und Gerda Dietz gewannen den Deutschland-Pokal Senioren III S-Standard.
2004 erreichten Dirk und Sabine Rosenbrock den dritten Platz der Deutschen Meisterschaft Senioren I S-Standard.
- 2010er-Jahre

2011 gewannen Anton Skuratov und Alona Uehlin die Deutsche Meisterschaft Kombinationen.
2014 belegten Jan Dvoracek und Malika Dzumaev den dritten Platz der Deutschen Meisterschaft S-Latein.
2018 und 2019 wurden Timur Imametdinov und Nina Bezzubova jeweils zweite der Deutschen Meisterschaft S-Latein sowie dritte der Europa- und der Weltmeisterschaft Latein.
- 2020er-Jahre

2020 ertanzten sich Evgeny Vinokurov und Nina Bezzubova den dritten Platz bei der Deutschen Meisterschaft S-Latein, Zsolt Sándor Cseke und Malika Dzumaev wurden Vierte.
2021 wurden Zsolt Sandor Cseke und Malika Dzumaev Vierte bei der Deutschen Meisterschaft S Latein.
2021 ertanzten sich Daniel Dingis und Alessia Allegra Gigli Platz fünf bei der Deutschen Meisterschaft S Latein.
2022: Daniel Dingis und Alessia Allegra Gigli ertanzten sich bei der Deutschen Meisterschaft S Latein einen vierten Platz und wurden beim WDSF European Cup Dritte. Drei Titel ertanzten sich Dimitrii Kalistov und Luna Maria Albanese: Deutsche Meisterschaft Junioren II Latein, DSE European Grand Prix Junioren II B Latein und die Weltmeisterschaft Junioren II B Latein. Bei der Deutschen Meisterschaft Jugend A Latein (eine höhere Altersklasse) belegten die beiden Platz fünf. Yigit Bayraktar und Lukrecija Kuraite wurden Sieger des Deutschland Pokal Junioren I B Standard, Deutsche Meister Junioren II Standard, Deutsche Meisterschaft Junioren II Kombination, sowie 6. Platz bei der Weltmeisterschaft Junioren II Kombination, fünfter Platz bei der Deutschen Meisterschaft Junioren II Latein, Bronze beim Deutschland-Pokal Junioren I Latein.
2023: Benjamin Eiermann und Tina Zettelmeier wurden  Deutsche Meisterschaft Masters II S Latein. Daniel Dingis und Alessia-Allegra Gigli wurden Vierte bei der Deutsche Meisterschaft S Latein. Dmytrii Forostianov und / Sofiia Valeeva ertanzen sich Bronze bei der Deutsche Meisterschaft Jugend A Kombination. Deutsche und Weltmeister bei den Junioren II Kombination sowie Fünfte bei der Deutschen Meisterschaft Junioren II Latein wurden Yigit Bayraktar und Lukrecija Kuraite.

## Standardformation
2012 wurde im Verein eine Standardformation gegründet, die ab der Saison 2012/13 in der Regionalliga Nord Standard zu Ligawettkämpfen antrat.
2018 rückte die Mannschaft auf einen freigewordenen Startplatz in der 2. Bundesliga Standard nach. Musikalisches Thema war nun „Anastasia“. In der Saison 2019/20 trat die Mannschaft nicht an und löste sich schließlich auf.
Trainer der Mannschaft waren zuletzt Michael Wenger und Franziska Wetjen.

## Lateinformationen

### A-Team

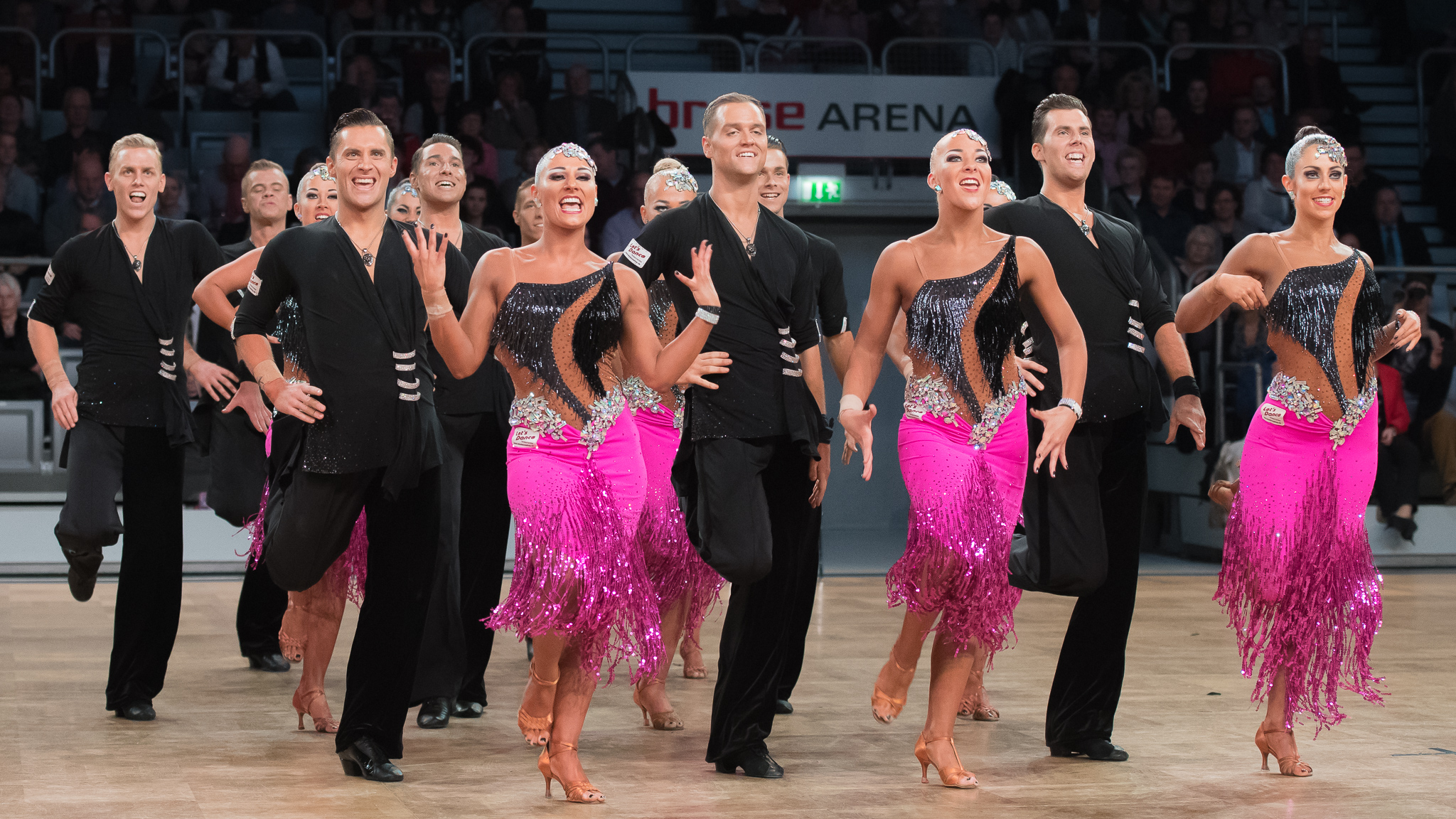
A-Team bei der Deutschen Meisterschaft der Formationen 2016 in Bamberg

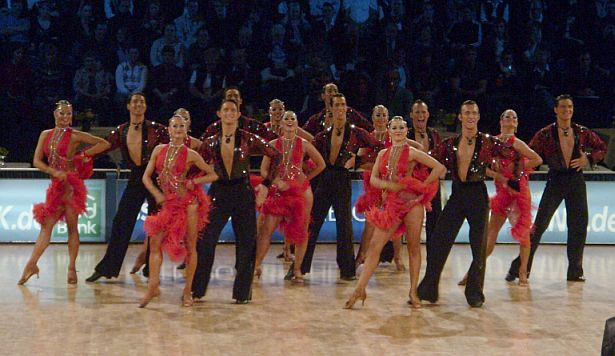
Das A-Team bei der Deutschen Meisterschaft der Formationen 2009 in Braunschweig

Das A-Team der Lateinformationen des Grün-Gold-Club startete vor dem Zusammenschluss des Grün-Gold-Club Bremen mit dem TSC Schwarz-Silber Bremen für den TSC Schwarz-Silber. Die Formation wurde 1987 gegründet. Seit 1994 wird sie von Roberto Albanese trainiert. Damals startete sie in der Oberliga Nord. Am Ende der Saison, in der die Choreografie zum musikalischen Thema „Tom Jones“ getanzt wurde, stieg die Formation 1995 in die Regionalliga Nord auf.
In den folgenden drei Saisons wurde das A-Team Norddeutscher Meister in der Regionalliga Nord, in der ersten Saison nochmal zum, allerdings überarbeiteten, musikalischen Thema „Tom Jones“ und mit veränderter Choreographie, die beiden folgenden Saisons dann zum musikalischen Thema „Gloria Estefan“, wobei Musik und Choreographie sich in beiden Saisons unterschieden.
Am 6. Juni 1998 schaffte das A-Team des TSC Schwarz-Silber Bremen im Relegationsturnier mit einem Sieg den Aufstieg in die 2. Bundesliga.
Bis 2002 tanzte die Formation dann mit wechselnden Choreografien in der 2. Bundesliga:
- 1998/99 zur Musik aus Tanz der Vampire
- 1999/00 war das musikalische Thema „The Best Way To Dance Latin“
- 2000/01 zur Musik von Barry Manilow
- 2001/02 zum musikalischen Thema „Salsa Caliente“

Am Ende der Saison 2001/02 stieg das A-Team, das jetzt für den Grün-Gold-Club Bremen startete, in die 1. Bundesliga auf. Bei der Deutschen Meisterschaft im November 2002 erreichte das A-Team den 4. Platz (musikalisches Thema: „Salsa Caliente“).
2003 beendete das A-Team mit der Choreographie zum musikalischen Thema „La Dolce Vita“ die Saison der 1. Bundesliga als Tabellenzweiter und wurde im November Deutscher Vizemeister. Bei der Europameisterschaft 2004, die auch vom Grün-Gold-Club Bremen ausgerichtet wurde, wurde das A-Team im Mai Vizeeuropameister hinter dem Klaipėda University Team Žuvėdra aus Litauen.
Im November 2004 wurde das A-Team mit dem musikalischen Thema „Let Me Entertain You“ erstmals Deutscher Meister und schaffte den zweiten Platz bei der Weltmeisterschaft der Lateinformationen. Die Saison 2004/05 schloss man in der 1. Bundesliga als Tabellenführer ab.
Bei der Europameisterschaft 2005 erreichte das A-Team erneut vor heimischem Publikum den zweiten Platz, und auch bei der Weltmeisterschaft konnte der zweite Platz erreicht werden. Auch die Deutsche Meisterschaft fand in Bremen statt, die das A-Team des Grün-Gold-Club als Deutscher Meister gewann.
2006 wurde das A-Team mit der Choreografie zum musikalischen Thema „Kontraste“ im September Vizeeuropameister. Im November wurde es mit dem neuen musikalischen Thema „Rocky“ zweiter der Deutschen Meisterschaft und ertanzte sich im Dezember den ersten Weltmeistertitel.
In der Saison 2008/09 trat das Team mit dem neuen musikalischen Thema „Siamo noi“ an und gewann damit die Deutsche Meisterschaft wie auch die Bundesliga. In der Bundesliga gewann das Team als erstes Team überhaupt alle fünf Ligaturniere mit allen möglichen Einsen.
Bei der Europameisterschaft im September 2009 erreichte das Team den zweiten Platz nach dem Klaipėda University Team Žuvėdra, bei der Weltmeisterschaft im Dezember des Jahres holte das Team Gold vor Litauen und der zweiten deutschen Formation aus Velbert.
Bei der Europameisterschaft im Mai 2010 belegte das Team nochmal mit dem Thema „Siamo noi“ den ersten Platz vor Litauen und Russland. Zur Weltmeisterschaft im Oktober 2010 in Moskau fuhr das Team mit dem neuen musikalischen Thema „Genesis“ und erreichte den dritten Platz nach Vera Tyumen aus Russland und Klaipėda University Team Žuvėdra aus Litauen. Bei der Europameisterschaft 2011 in Tjumen trat die Formation nicht an. Bei der Deutschen Meisterschaft im November 2011, die in Bremen stattfand, präsentierte das Team sich mit dem neuen musikalischen Thema „Blast“ und wurde damit Deutscher Meister. Bei der Weltmeisterschaft im Dezember 2011, die im litauischen Vilnius stattfand, belegte die Mannschaft den vierten Platz hinter der zweiten deutschen Mannschaft, der Formationsgemeinschaft des TSZ Aachen und TD TSC Düsseldorf Rot-Weiss.
In der Saison 2012/13 und 2013/14 trat die Mannschaft mit dem musikalischen Thema „The Final Countdown“ an und gewann damit in beiden Saisons die Deutsche Meisterschaft, die Weltmeisterschaft sowie die 1. Bundesliga Latein. Bei der Europameisterschaft der Lateinformationen, die im März 2013 in Vilnius stattfand, erreichte die Mannschaft den 3. Platz nach dem Gastgeber Klaipėda University Team Žuvėdra und der russischen Mannschaft Vera Tyumen. Bei den World DanceSport Games 2013 der World DanceSport Federation, die im September im taiwanischen Kaohsiung stattfanden, gewann die Formation den Wettkampf in der Rubrik „Adult Formation Latin.“
In der Saison 2014/15 trat die Mannschaft mit dem Thema „West Side Story“ und in der Saison 2015/16 mit dem Thema „Rocky 2015“ an. In beiden Saisons konnten die Weltmeisterschaft der Lateinformationen, die Deutsche Meisterschaft der Formationen und die 1. Bundesliga Latein gewonnen werden. In der Saison 2016/17 war das musikalische Thema „Noises, Voices and Melodies“, mit der die Mannschaft wieder die Deutsche Meisterschaft der Formationen, die Weltmeisterschaft der Lateinformationen und die 1. Bundesliga Latein gewann. In der Saison 2017/18 trat die Mannschaft mit dem musikalischen Thema „Noises, Voices and Melodies 3.1“ an und gewann die Deutsche Meisterschaft der Formationen. Bei der Weltmeisterschaft der Lateinformationen belegte die Mannschaft den zweiten Platz, die Bundesliga beendete sie auf den ersten Platz. Die im Juni 2018 ausgetragene Europameisterschaft gewann die Mannschaft.
In der Saison 2018/19 war „This is me“ das neue Thema der Mannschaft, mit dem es die Deutsche Meisterschaft und die Weltmeisterschaft gewann und in der 1. Bundesliga Latein den zweiten Platz belegte. Musikalisches Thema in der Saison 2019/20 war „Music is the key“, mit dem die Mannschaft die Deutsche- und die Weltmeisterschaft sowie die 1. Bundesliga Latein gewann. Die Saison 2020/21 fiel wegen der COVID-19-Pandemie aus. In der Saison 2021/22 tanzte die Mannschaft zum Thema „Emozioni“, mit dem sie die Deutsche Meisterschaft Latein und die 1. Bundesliga Latein sowie die Weltmeisterschaft und die Europameisterschaft der Lateinformationen gewann. In der Saison 2022/23 tanzte die Mannschaft erneut zum Thema „Emozioni“ und gewann die Deutsche Meisterschaft und die 1. Bundesliga Latein ebenso wie in der Saison 2023/24 mit dem musikalischen Thema „Freedom and Peace“.
Das A-Team des Grün-Gold-Club Bremen wird aktuell von Roberto Albanese, Uta Albanese und Sven Emmrich trainiert.

#### Übersicht der Titel
- Deutscher Meister: 2004, 2005, 2007–2019, 2021, 2022, 2023, 2024
- Europameister: 2007, 2008, 2010, 2018, 2022
- Weltmeister: 2006, 2007*, 2009, 2012–2016, 2018, 2019, 2021, 2022, 2023, 2024

*2007 durch Platzgleichheit zwei Weltmeister: GGC Bremen und TSG Bremerhaven

### B-Team

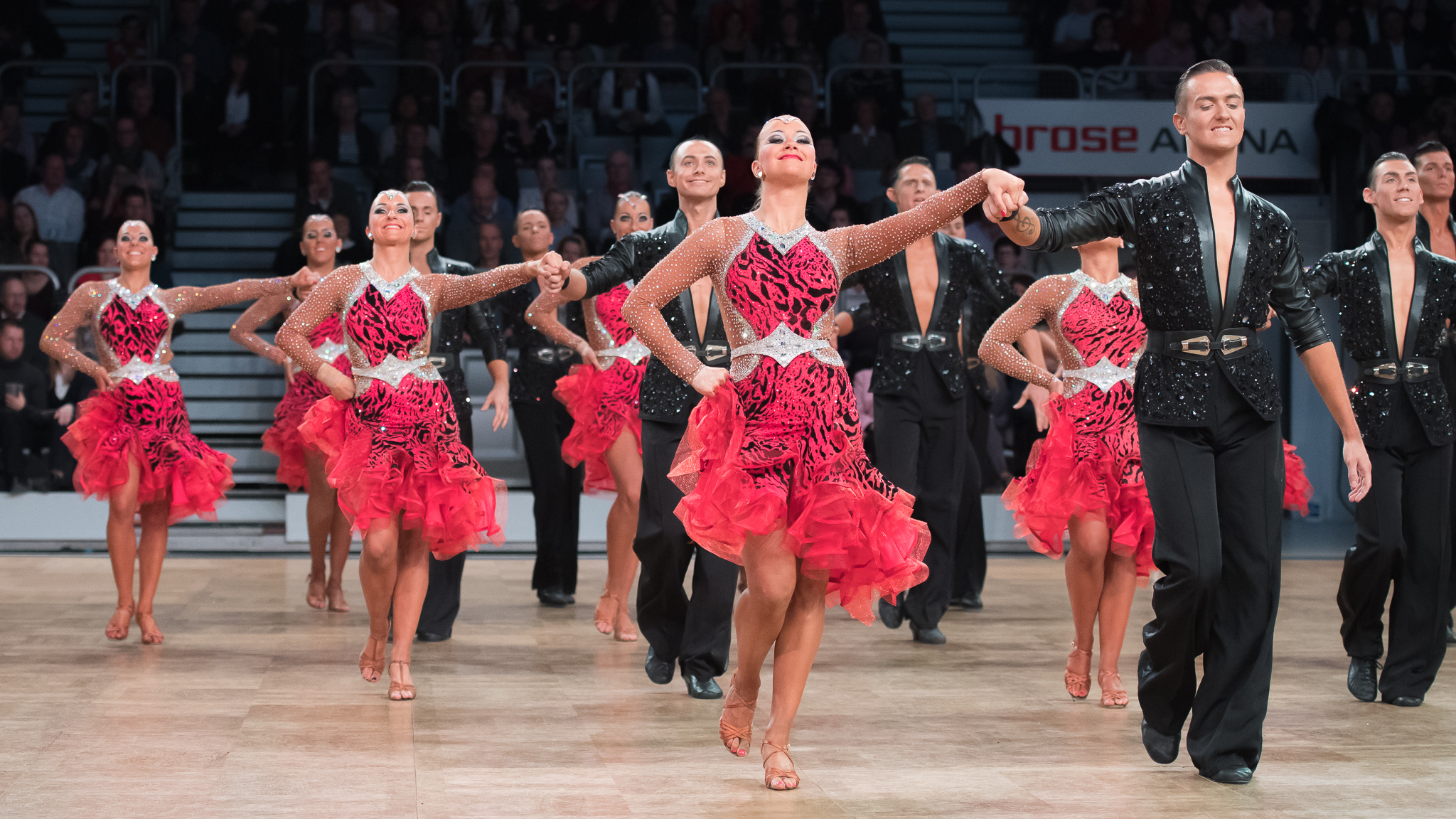
B-Team bei der Deutschen Meisterschaft der Formationen 2016 in Bamberg

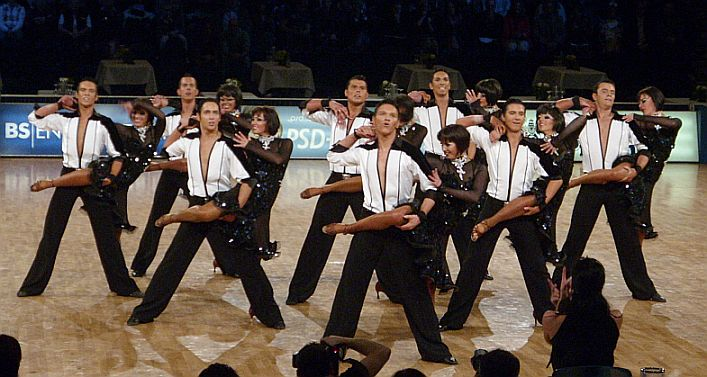
B-Team bei der Deutschen Meisterschaft der Formationen 2008 in Braunschweig

Auch das B-Team der Lateinformationen des Grün-Gold-Club startete vor dem Zusammenschluss des Grün-Gold-Club mit dem TSC Schwarz-Silber für den TSC Schwarz-Silber. Die Formation wurde 1991 gegründet. Seit 1998 wird sie von Uta Albanese trainiert. Damals startete die Formation in der Landesliga Nord Latein, nachdem sie am Ende der Saison 1995/96 in die Oberliga Nord Latein aufgestiegen, in der nächsten Saison aber wieder in die Landesliga Nord Latein abgestiegen war.
Uta Albanese führte das B-Team gleich in ihrer ersten Saison mit dem musikalischen Thema „Gloria Estefan“ wieder in die Oberliga Nord Latein. Ein Jahr später folgte der direkte Aufstieg in die Regionalliga Nord Latein, wieder mit dem musikalischen Thema „Gloria Estefan“, aber mit veränderter Choreographie. Und auch nach einer Saison in der Regionalliga Nord Latein, in der das Team mit dem musikalischen Thema „Barry Manilow“ norddeutscher Vizemeister wurde, schaffte es sich im Aufstiegsturnier für die 2. Bundesliga den 2. Platz und damit den Aufstieg in die 2. Bundesliga zu sichern.
Die Saison 2001/02 und 2002/03 tanzte das B-Team, seit 2002 für den Grün-Gold-Club Bremen am Start, in der 2. Bundesliga und traf dabei in der Saison 2001/02 auf das A-Team des Clubs.
Musikalische Themen der beiden Saisons waren
- 2001/02: „Barry Manilow“
- 2002/03: „Salsa Caliente“.

Nach zwei Jahren in der 2. Bundesliga wurde das B-Team erster der 2. Bundesliga und stieg am Ende der Saison 2002/03 in die 1. Bundesliga auf. Bis zur Saison 2016/17 tanzte das B-Team wie auch das A-Team des Grün-Gold-Club in der 1. Bundesliga und war damit das erfolgreichste B-Team überhaupt.
Musikalische Themen in der 1. Bundesliga:
- 2003/04: „Salsa Caliente“
- 2004/05: „La dolce vita“
- 2005/06: „Robbie Williams“
- 2006/07: „Kontraste“
- 2007/08 und 2008/09: „Move“
- 2009/10: „Rocky“
- 2010/11: „New York – Rio – Tokyo“
- 2011/12: „Genesis“
- 2012/13 und 2013/14: „Siamo noi“
- 2014/15 und 2015/16: „The Final Countdown“
- 2016/17: „Rocky 2016“

Im Sommer 2017 zog der Verein das B-Team aus der Bundesliga zurück, nachdem mehrere Tänzer das A- und B-Team verlassen hatten. In der Saison 2017/18 übernahm die Mannschaft den Startplatz des bisherigen C-Teams in der Regionalliga Nord Latein. Das Aufstiegsturnier im Mai 2018 gewann die Mannschaft und stieg in die 2. Bundesliga Latein auf. Die Saison 2018/19 belegte die Mannschaft den zweiten Platz der Liga und stieg wieder in die 1. Bundesliga Latein auf. Musikalisches Thema war „Noises, Voices and Melodies“, zu dem die Mannschaft auch in der Saison 2019/20 tanzte. In der Saison 2021/22 – die Saison 2020/21 war wegen der COVID-19-Pandemie ausgefallen – tanzte die Mannschaft zum musikalischen Thema „Siamo noi“. Sie trat allerdings nur zum ersten Saisonturnier an und stieg daher am Ende der Saison in die 2. Bundesliga Nord Latein ab. Am Ende der Saison 2023/24 gelang der Wiederaufstieg in die 1. Bundesliga Latein, wo die Mannschaft nun mit dem Thema „Music is the key“ antritt.
Trainer des B-Teams des Grün-Gold-Club Bremen sind Angelo Adler und Lars Tielitz von Totth.

### Weitere Lateinformationen
Neben dem A- und B-Team verfügt der Grün-Gold-Club noch über weitere Lateinformationen.
- Das C-Team tanzt in der Regionalliga Nord Latein. Das Team wird von Angelo Adler, Lars Tielitz von Totth, Lea Buerfeind und Julian Griesbach trainiert (Saison 2022/23).
- Das D-Team startet in der Landesliga Nord Latein. Trainer der Formation sind Angelo Adler, Lars Tielitz von Totth, Lea Buerfeind und Julian Griesbach (Saison 2022/23).
- Das E-Team stellte das „Nachwuchsteam“ des Clubs dar. Bis zu seiner Auflösung nach der Saison 2019/20 ging es in der Landesliga Nord Latein an den Start.
- Das F-Team war ein Anfängerteam des Vereins und wurde 2007 gegründet. Das Team startete zuletzt in der Landesliga Nord Latein und wurde nach der Saison 2015/16 aufgelöst.
In der Saison 2019/20 ging ein neues F-Team unter der Leitung von Uta Albanese in der Landesliga an den Start, das vor allem aus Nachwuchstänzern aus der Einzelsparte des Clubs besteht.
- Das G-Team wurde wie das F-Team 2007 gegründet. Es startete ebenfalls in der Landesliga Nord Latein. Das G-Team wurde nach der Saison 2011/12 aufgelöst. Trainer des Teams waren Frauke Grimm und Raphael Schulze.
- In der Saison 2011/12 trat für den Grün-Gold-Club Bremen auch ein H-Team in der Landesliga Nord Latein an. Trainer des Teams waren Uta Albanese und Frauke Grimm.

## Ehrungen
Als Mannschaft wurde das A-Team der Lateinformationen des Grün-Gold-Clubs 2003 bis 2009 sowie 2013, 2015, 2018 und 2019 Landessportler des Jahres in Bremen. 2017 wurde Roberto Albanese als Trainer als Landessportler des Jahres ausgezeichnet.